# Contea di Covington (Alabama)
La contea di Covington, in inglese Covington County, è una contea dello Stato dell'Alabama, negli Stati Uniti. La popolazione al censimento del 2016 era di 37.458 abitanti. Il capoluogo di contea è Andalusia.

## Geografia fisica
La contea si trova nella parte meridionale dell'Alabama. Lo United States Census Bureau certifica che l'estensione della contea è di 2.704 km², di cui 26 km² composti da acque interne.
La contea è prevalentemente pianeggiante. La Foresta nazionale di Conecuh, istituita nel 1935, copre una grande porzione della parte sud-occidentale della contea. A ovest è presente il fiume Conecuh e Gantt Lake, a nord-ovest Patsaliga Creek. Attraversano la contea anche i torrenti Five Runs, Clear, Dry, Panther e Corner.

### Contee confinanti[4]
- Contea di Crenshaw - nord-est
- Contea di Coffee - est
- Contea di Geneva - est
- Contea di Walton (Florida) - sud-est
- Contea di Okaloosa (Florida) - sud-ovest
- Contea di Escambia - ovest
- Contea di Conecuh - ovest
- Contea di Butler - nord-ovest

## Storia
La Contea di Covington fu creata il 7 dicembre 1821 e fu chiamata cos' in onore del brigadiere generale Leonard Covington del Maryland. Nel 1868 il nome fu cambiato in Jones County, ma nello stesso anno venne ripristinato quello precedente. Nel 1824 Montezuma divenne il primo capoluogo di contea, spostato ad Andalusia nel 1844.
La contea venne dichiarata area disastrata nel settembre 1979 a causa dei danni creati dall'uragano Frederic.

## Economia
Nel diciannovesimo secolo l'economia si basava principalmente sulla coltivazione di cotone e mais. Grazie alla presenza di foreste di pino giallo si sviluppò l'industria del legno e della trementina. Negli anni '20 aprirono diversi stabilimenti tessili.

### Strutture che impiegano più persone
Secondo l'ultimo aggiornamento (2016) le strutture che impiegano più persone sono:
| Struttura                      | Impiegati |
| ------------------------------ | --------- |
| Shaw Industries                | 1082      |
| PowerSouth                     | 608       |
| Covington County School System | 410       |
| Walmart                        | 330       |
| Andalusia Hospital             | 311       |
| Mizell Hospital                | 245       |
| Città di Andalusia             | 228       |
| American Apparel               | 220       |
| MFG                            | 207       |
| H.T. Hackney                   | 180       |

## Infrastrutture e trasporti

### Principali strade ed autostrade
Le principali vie di trasporto che attraversano la contea sono:
- U.S. Highway 29
- U.S. Highway 84
- U.S. Highway 331
- State Route 54
- State Route 55

## Società

### Evoluzione demografica
Abitanti censiti (migliaia)

Grafico delle fasce di età in base al censimento del 2000

Secondo il censimento del 2010 la composizione etnica della città è 84.8% bianchi, 12.5% neri, 0.6% nativi americani, 0.4% asiatici, 0.4% di altre razze, e 1.4% di due o più etnie. L'1.3% della popolazione è ispanica.

## Comuni[11]
- Andalusia (capoluogo) - city
- Babbie - town
- Carolina - town
- Florala - city
- Gantt - town
- Heath - town
- Horn Hill - town
- Libertyville - town
- Lockhart - town
- Onycha - town
- Opp - city
- Red Level - town
- River Falls - town
- Sanford - town